# Wereldkampioenschappen zwemmen 2009 – 4×200 meter vrije slag vrouwen

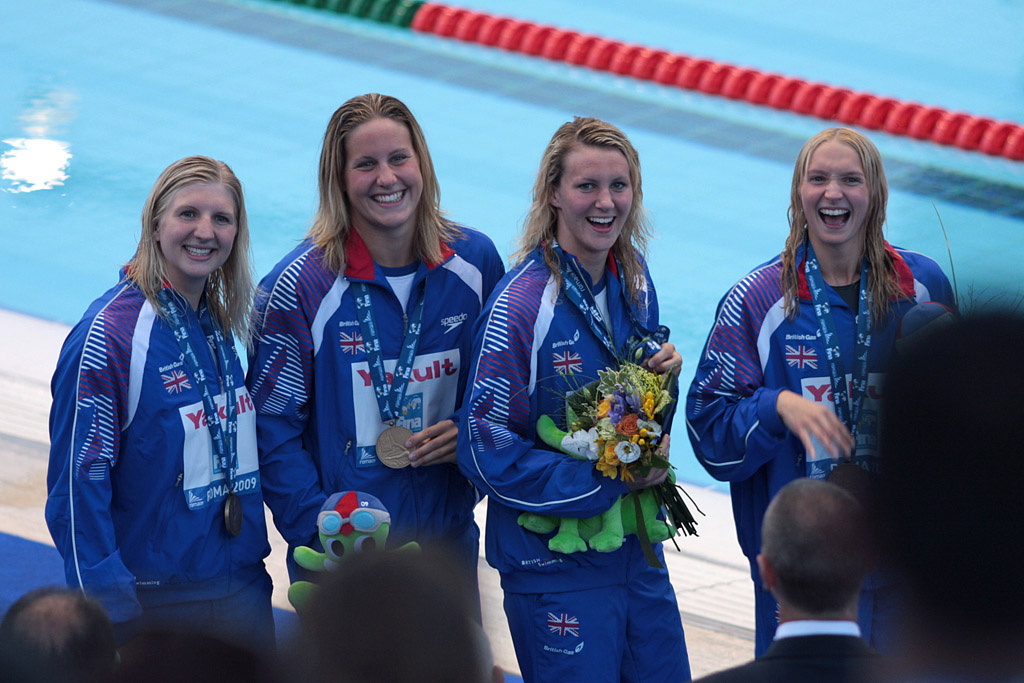
Het Britse team met bronzen medailles

De 4×200 meter vrije slag vrouwen op de Wereldkampioenschappen zwemmen 2009 vond plaats op 30 juli 2009, series en finale. Op dit onderdeel mogen de zwemsters zelf bepalen in welke slag ze de wedstrijd zwemmen (in tegenstelling tot de rugslag, schoolslag en vlinderslag nummers), bijna alle zwemsters maken gebruik van de borstcrawl. Omdat het zwembad waarin de wedstrijd gehouden werd 50 meter lang is, bestond de race uit zestien baantjes. Na afloop van de series kwalificeerden de acht snelste ploegen zich voor de finale. Titelverdediger was Verenigde Staten.

## Podium
| Goud                                      | Goud | Zilver                                                                                   | Zilver | Brons                                                                           | Brons |
| ----------------------------------------- | ---- | ---------------------------------------------------------------------------------------- | ------ | ------------------------------------------------------------------------------- | ----- |
| Yang Yu Zhu Qianwei Liu Jing Pang Jiaying | CHN  | Dana Vollmer Lacey Nymeyer Ariana Kukors Allison Schmitt Dagny Knutson* Alyssa Anderson* | USA    | Joanne Jackson Jazmin Carlin Caitlin McClatchey Rebecca Adlington Hannah Miley* | GBR   |

* Zwemsters van wie de namen schuingedrukt staan zwommen enkel in de series.

## Records
Voorafgaand aan het toernooi waren dit het wereldrecord en het kampioenschapsrecord
| Wereldrecord         | Australië Stephanie Rice Bronte Barratt Kylie Palmer Linda Mackenzie    | 7.44,31 | Peking, China        | 14 augustus 2008 |
| Kampioenschapsrecord | Verenigde Staten Natalie Coughlin Dana Vollmer Lacey Nymeyer Katie Hoff | 7.50,09 | Melbourne, Australië | 29 maart 2007    |

## Uitslagen

### Series
| Rang | Serie | Baan | Namen                                                                      | Nationaliteit       | Tijd     | Bijz. |
| ---- | ----- | ---- | -------------------------------------------------------------------------- | ------------------- | -------- | ----- |
| 1    | 1     | 3    | Caitlin McClatchey Jazmin Carlin Hannah Miley Rebecca Adlington            | Verenigd Koninkrijk | 7.49,04  |       |
| 2    | 1     | 4    | Ariana Kukors Dagny Knutson Alyssa Anderson Lacey Nymeyer                  | Verenigde Staten    | 7.49,51  |       |
| 3    | 2     | 5    | Camille Muffat Ophélie-Cyrielle Etienne Sophie Huber Coralie Balmy         | Frankrijk           | 7.50,18  |       |
| 4    | 3     | 6    | Genevieve Saumur Julia Wilkinson Alexandra Gabor Heather MacLean           | Canada              | 7.50,29  |       |
| 5    | 3     | 4    | Ellen Fullerton Felicity Galvez Merindah Dingjan Bronte Barratt            | Australië           | 7.50,53  |       |
| 6    | 2     | 4    | Yang Yu Zhu Qianwei Liu Jing Pang Jiaying                                  | China               | 7.50,80  |       |
| 7    | 3     | 3    | Ágnes Mutina Evelyn Verrasztó Eszter Dara Zsuzsanna Jakabos                | Hongarije           | 7.51,30  |       |
| 8    | 3     | 5    | Renata Fabiola Spagnolo Flavia Zoccari Alice Carpanese Federica Pellegrini | Italië              | 7.52,00  |       |
| 9    | 2     | 3    | Haruka Ueda Misaki Yamaguchi Ren Sato Asami Kitagawa                       | Japan               | 7.52,32  |       |
| 10   | 2     | 6    | Saskia de Jonge Femke Heemskerk Inge Dekker Chantal Groot                  | Nederland           | 7.53,84  |       |
| 11   | 1     | 2    | Daria Belyakina Victoria Malutina Anastasia Aksenova Jelena Sokolova       | Rusland             | 7.55,35  |       |
| 12   | 1     | 6    | Julie Hjorth-Hansen Micha Ostergaard Louise Jansen Lotte Friis             | Denemarken          | 7.55,56  |       |
| 13   | 1     | 5    | Gabriella Fagundez Sarah Sjöström Petra Granlund Martina Granstrom         | Zweden              | 7.56,63  |       |
| 14   | 3     | 2    | Sara Isakovič Anja Klinar Nina Sovinek Nika Karlina Petric                 | Slovenië            | 8.06,91  |       |
| 15   | 3     | 7    | Melanie Nocher Clare Dawson Niamh O'sullivan Nuala Murphy                  | Ierland             | 8.09,34  |       |
| 16   | 2     | 2    | Ting Wen Quah Xiang Qi Amanda Lim Lynette Lim Chui Bin Mylene Ong          | Singapore           | 8.09,91  |       |
| 17   | 2     | 8    | Karolina Szczepaniak Katarzyna Wilk Mirela Olczak Paula Zukowska           | Polen               | 8.13,65  |       |
| 18   | 2     | 7    | Andreina Pinto Yanel Pinto Darneyis Orozco Yennifer Marquez                | Venezuela           | 8.16,51  |       |
| 19   | 1     | 8    | Nicole Horn Kirsten Lapham Moira Fraser Kimberley Eeson                    | Zimbabwe            | 8.35,74  |       |
| 20   | 3     | 8    | Davina Mangion Melinda Sue Micallef Nicol Cremona Talisa Pace              | Malta               | 9.00,55  |       |
| 21   | 1     | 7    | Man Wai Fong Lok In Che Chi Yan Tan Cheok Mei Ma                           | Macau               | 9.05,68  |       |
| 22   | 3     | 1    | Pooja Raghava Alva Chittaranjan Shubha Vandita Dhariyal Talasha Prabhu     | India               | 9.21,70  |       |
| 23   | 2     | 1    | Sara Abdullahu Rovena Marku Reni Jani Debora Keci                          | Albanië             | 9.45,60  |       |
| 24   | 1     | 1    | Sakina Ghulam Aelia Mehdi Rida Mitha Mahnoor Maqsood                       | Pakistan            | 10.31,12 |       |

### Finale
| Rang   | Baan | Namen                                                                       | Nationaliteit       | Tijd    | Bijz. |
| ------ | ---- | --------------------------------------------------------------------------- | ------------------- | ------- | ----- |
| Goud   | 7    | Yang Yu Zhu Qianwei Liu Jing Pang Jiaying                                   | China               | 7.42,08 | WR    |
| Zilver | 5    | Dana Vollmer Lacey Nymeyer Ariana Kukors Allison Schmitt                    | Verenigde Staten    | 7.42,56 |       |
| Brons  | 4    | Joanne Jackson Jazmin Carlin Caitlin McClatchey Rebecca Adlington           | Verenigd Koninkrijk | 7.45,51 | ER    |
| 4      | 8    | Renata Fabiola Spagnolo Alessia Filippi Alice Carpanese Federica Pellegrini | Italië              | 7.46,57 |       |
| 5      | 2    | Ellen Fullerton Stephanie Rice Merindah Dingjan Bronte Barratt              | Australië           | 7.46,85 |       |
| 6      | 1    | Ágnes Mutina Evelyn Verrasztó Eszter Dara Katinka Hosszú                    | Hongarije           | 7.48,04 |       |
| 7      | 3    | Coralie Balmy Ophélie-Cyrielle Etienne Sophie Huber Camille Muffat          | Frankrijk           | 7.48,44 |       |
| 8      | 6    | Genevieve Saumur Julia Wilkinson Alexandra Gabor Heather MacLean            | Canada              | 7.49,14 |       |